# 梅绍米尔
梅绍米尔是葡萄牙波尔图区的一个堂区。总面积4.31平方公里，总人口3348人，人口密度776.8人/平方公里。